# Richard Gerstl
Richard Gerstl, född 14 september 1883 i Wien, död 4 november 1908 i Wien, var en österrikisk bildkonstnär inriktad på porträtt och landskap. 

## Biografi
Gerstl kom från en välbärgad borgerlig familj. Han gick i Piaristengymnasiet i Wien, men tvingades lämna skolan på grund av disciplinära problem. Mot sin fars vilja intresserade sig Gerstl för bildkonsten. 1898 studerade han för Christian Griepenkerl vid Konstakademien i Wien, men stötte överallt på motstånd på grund av sina radikala åsikter och sin snobbiga och egoistiska attityd. Mellan 1900 och 1901 studerade han för Simon Hollósy i Nagybánya, och senare åter i Wien för Heinrich Lefler.
Gerstl intresserade sig för filosofi och musik och knöt kontakter med tonsättarna Gustav Mahler och Arnold Schönberg. Efter det att han gjort Schönbergs bekantskap och porträtterat dennes familj utvecklades en kärleksrelation mellan Gerstl och Arnold Schönbergs hustru Mathilde.
Vänskapen mellan Gerstl och Schönberg var konstnärligt fruktbar (och Schönberg började själv måla), men förstördes genom Gerstls förhållande med Mathilde då Schönberg sommaren 1908 tog dem på bar gärning. Makarna återförenades trots att Gerstl hotade med att begå självmord. Gerstl hängde sig och hade före sitt självmord förstört en mängd målningar och personliga anteckningar. Hans grav finns på Sieveringer Friedhof i Wien.

## Konstnärskap
Richard Gerstl tillhörde den österrikiska expressionismen. Under sitt liv hade han aldrig någon utställning. Han stod i stark opposition till sitt samtida Österrikes konstvärld, representerad av jugendstilen med Gustav Klimt som främsta exempel. Först efter 1945 erkändes Gerstls betydelse och verk, men han är ännu en av de minst kända företrädarna för den österrikiska expressionismen. Sextio målningar och åtta teckningar finns bevarade, de flesta på Leopold Museum och på Österreichische Galerie Belvedere i Wien.

## Galleri

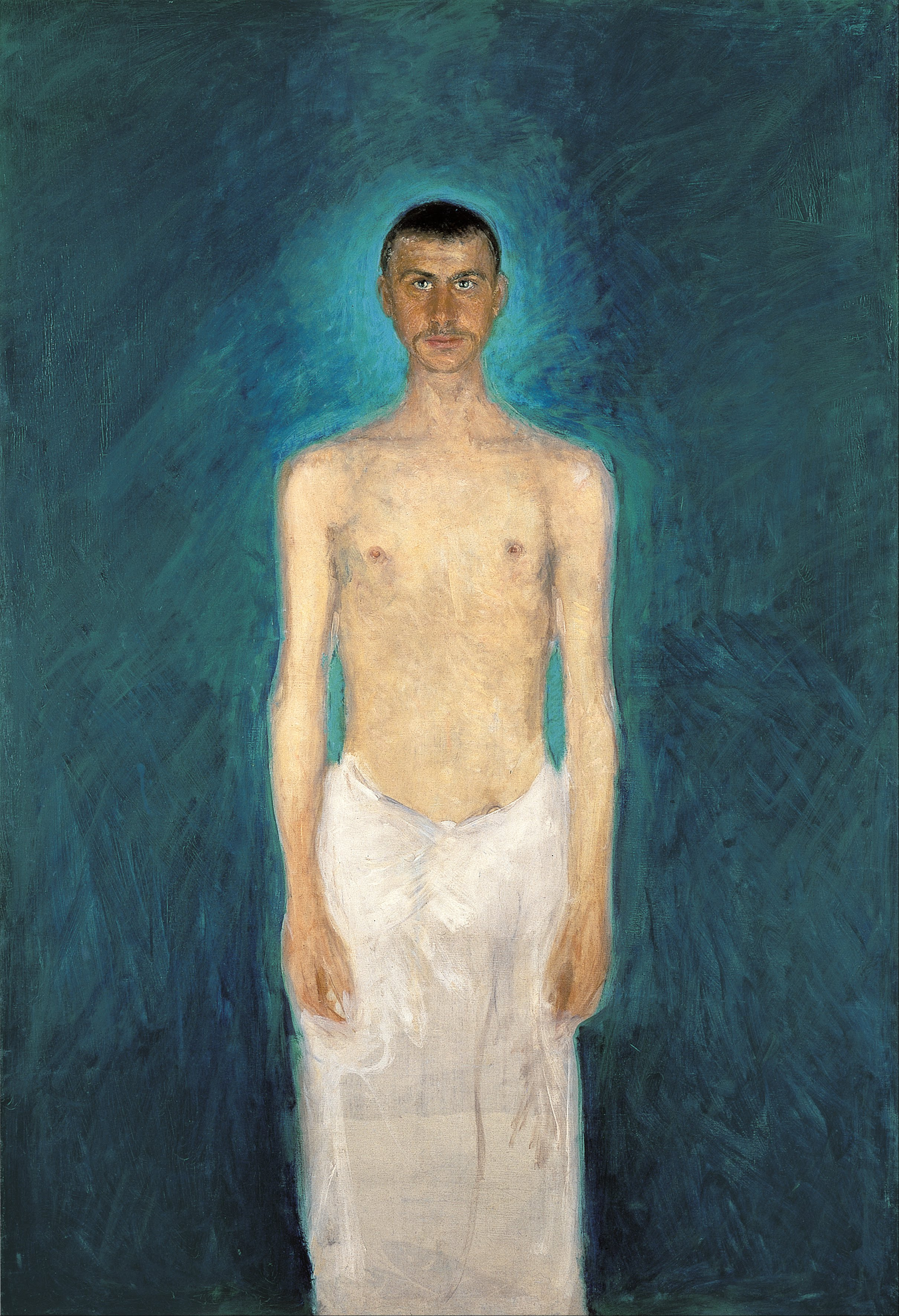
Halvnaket självporträtt (1904/05, Leopold Museum, Wien)
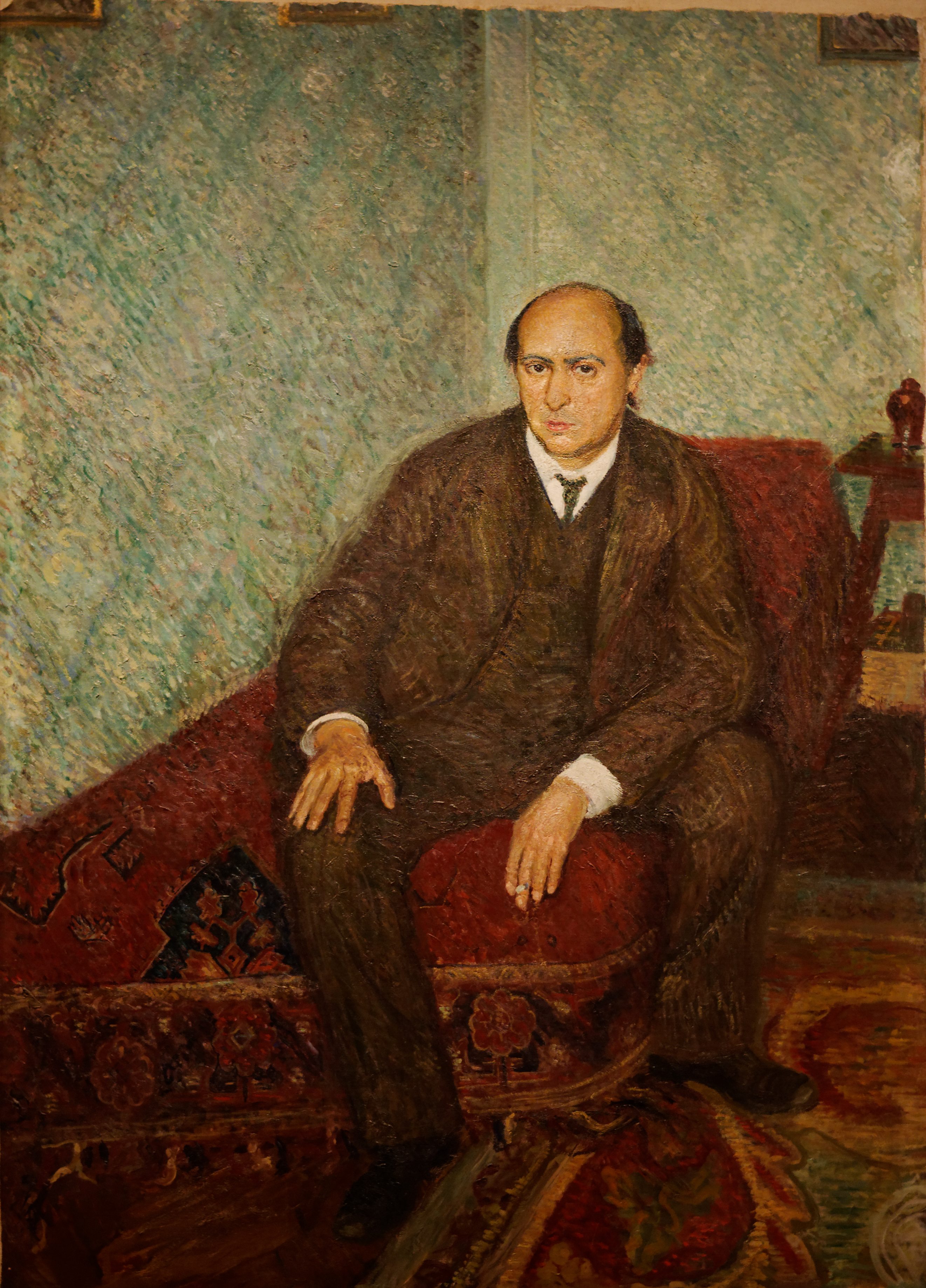
Porträtt av Arnold Schönberg (1905, Wien Museum, Wien)
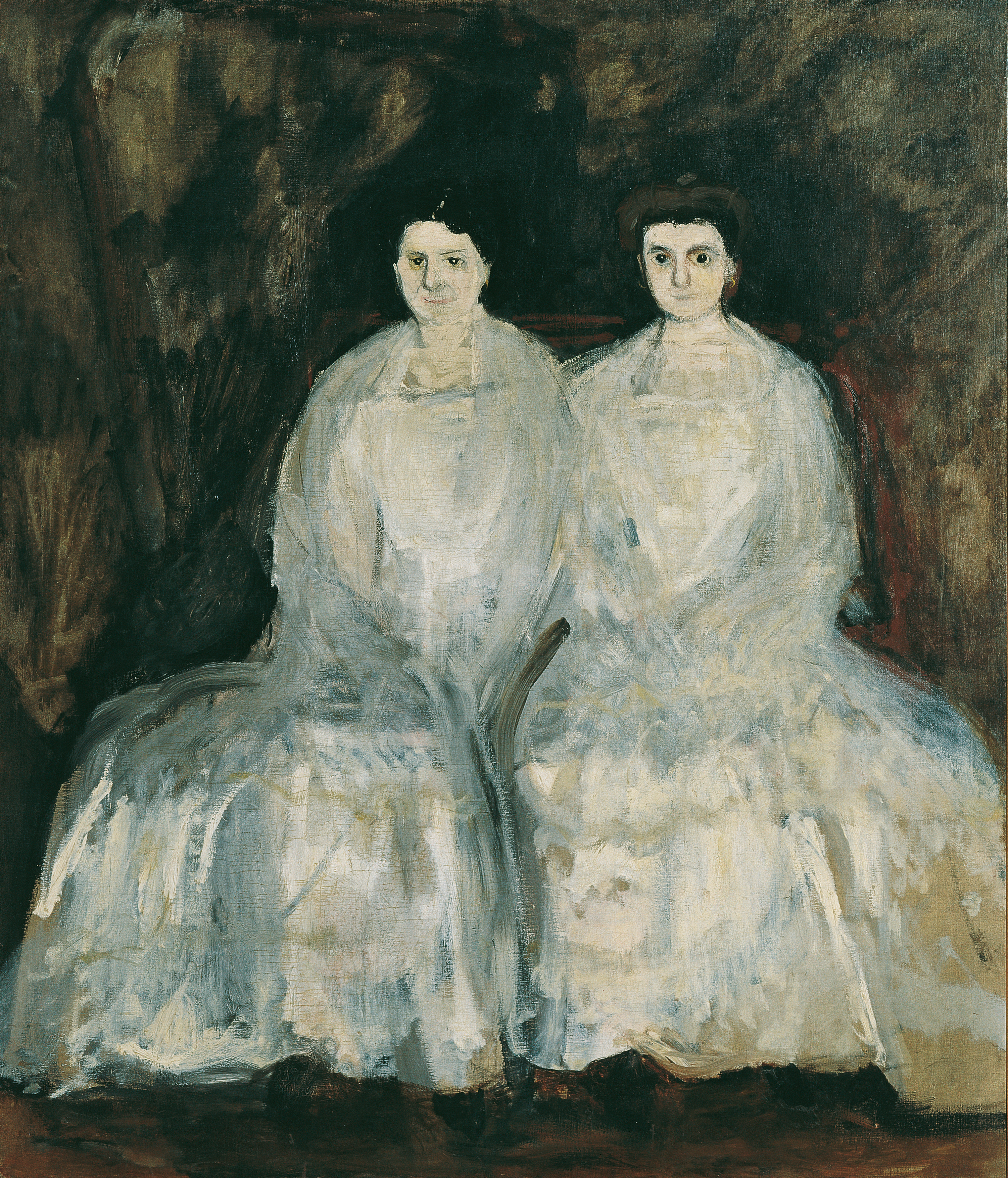
Systrarna Karoline och Pauline Fey (1905, Österreichische Galerie Belvedere, Wien)
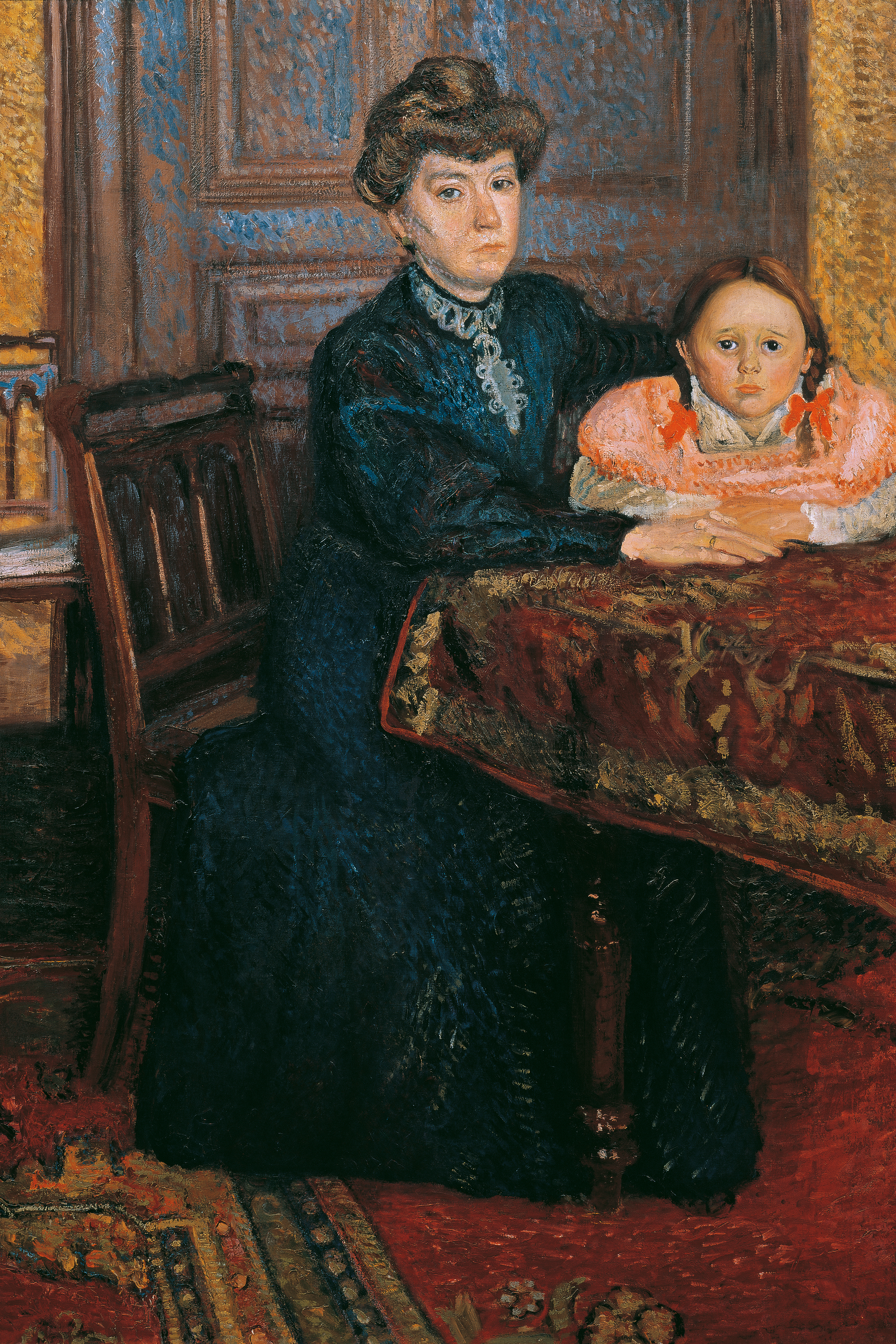
Kvinna med barn (Mathilde Schönberg med dottern Gertrud) (1906, Österreichische Galerie Belvedere, Wien)
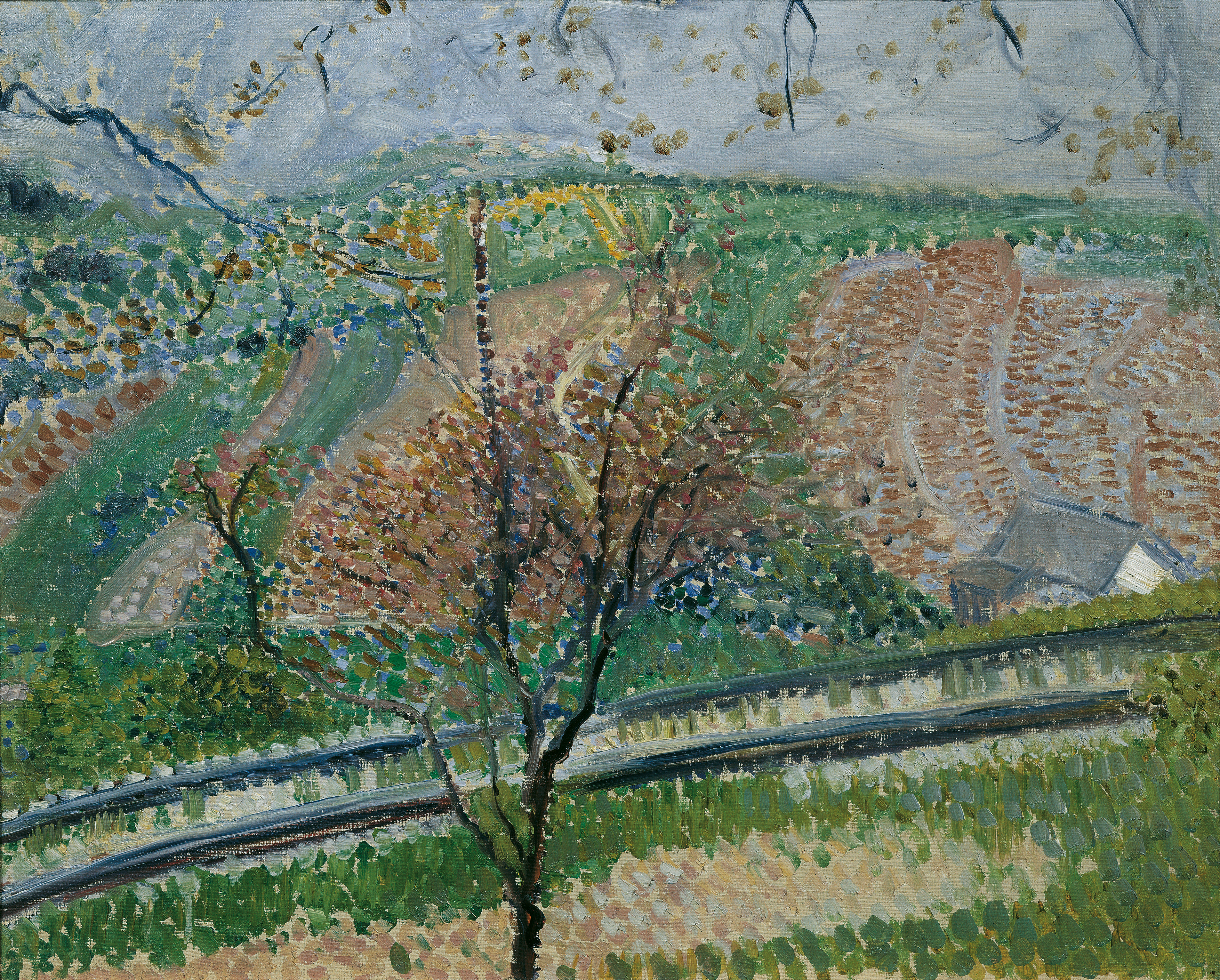
Järnväg till Kahlenberg  (1907, Österreichische Galerie Belvedere, Wien)
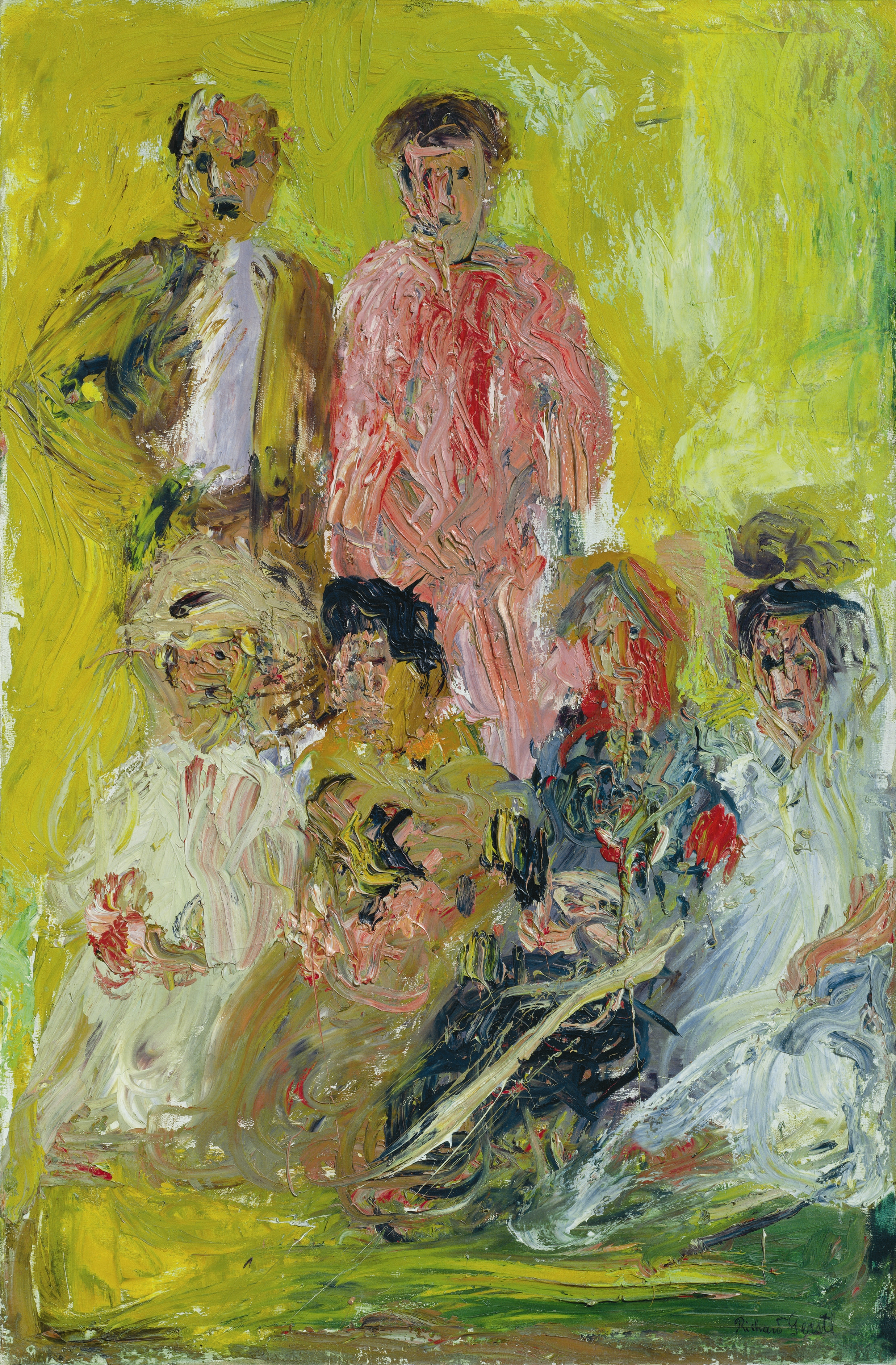
Grupporträtt med Schönberg (1907, Kunsthaus Zug, Zug)
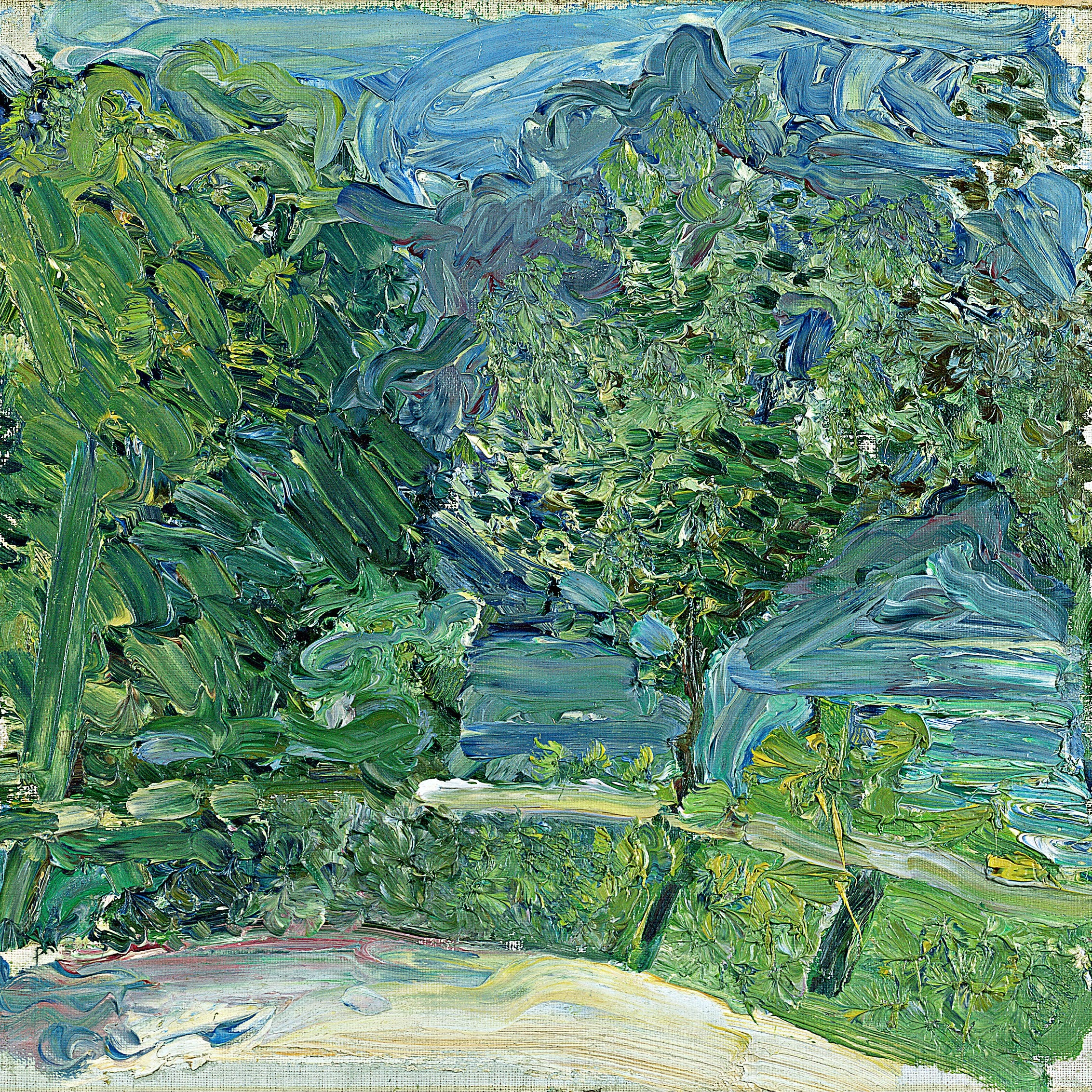
Strandväg nära Gmunden  (1907, Leopold Museum, Wien)
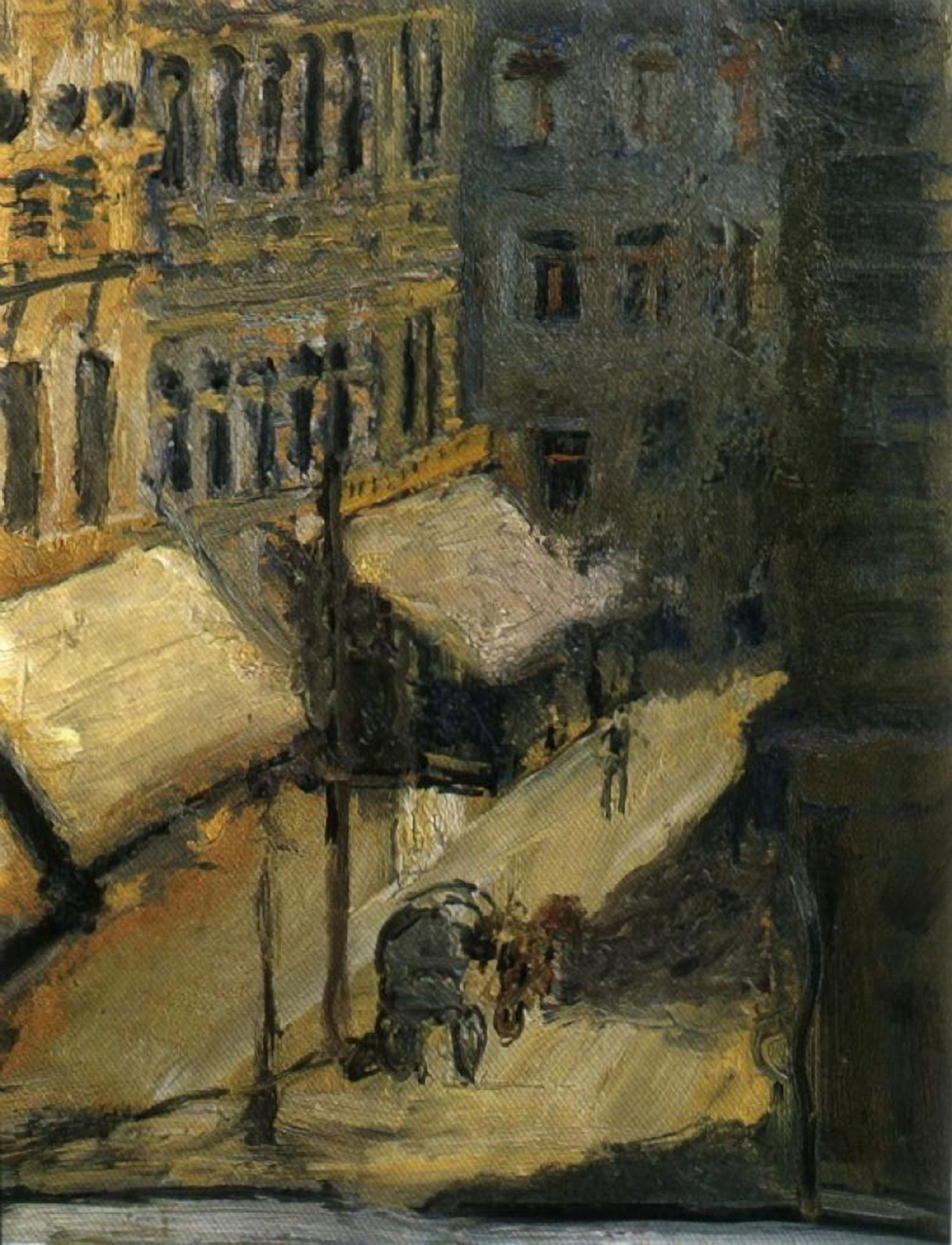
Liten gatubild (Nußdorferstraße) (1908, privat samling)
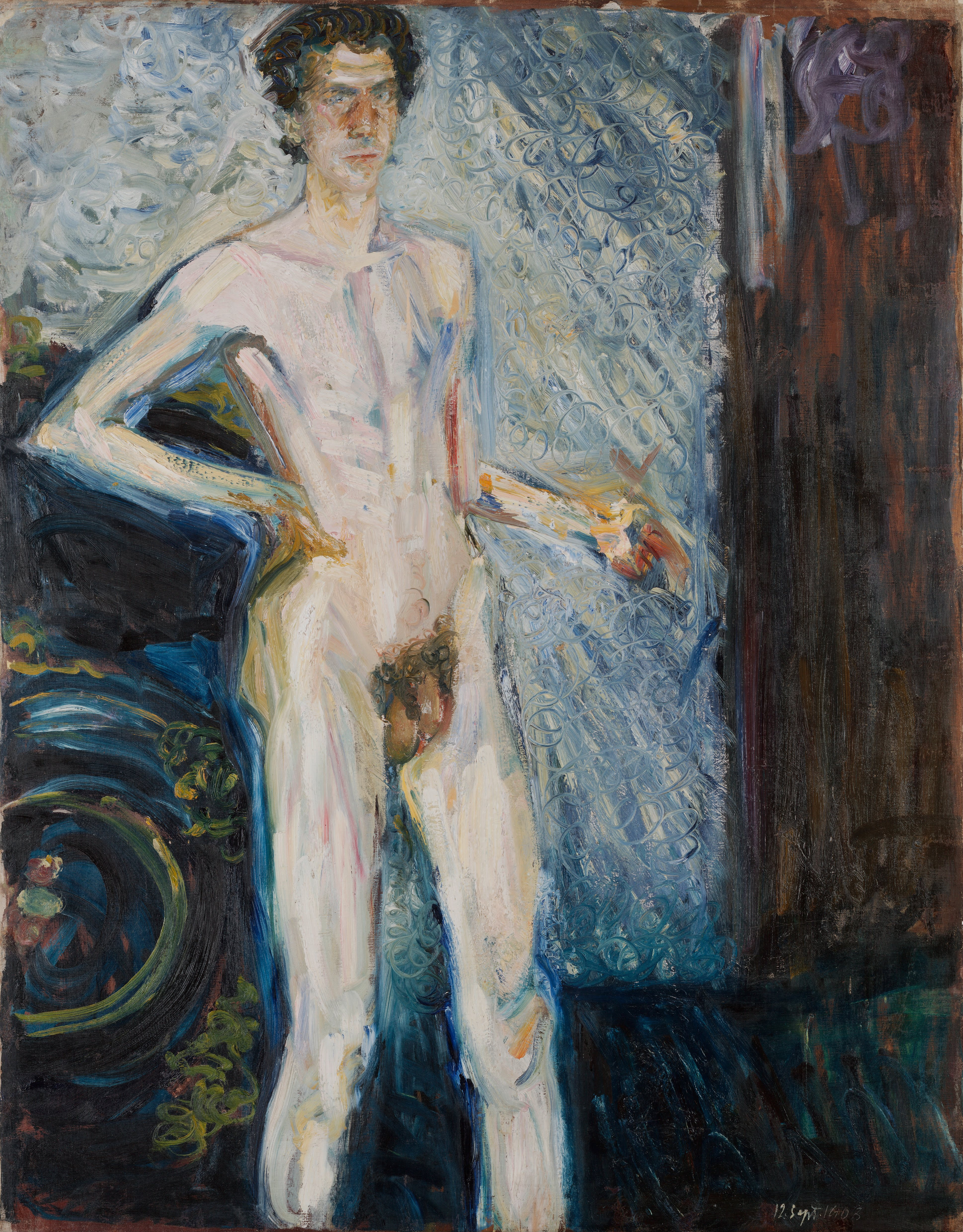
Naket självporträtt med palett  (1908, Leopold Museum, Wien)
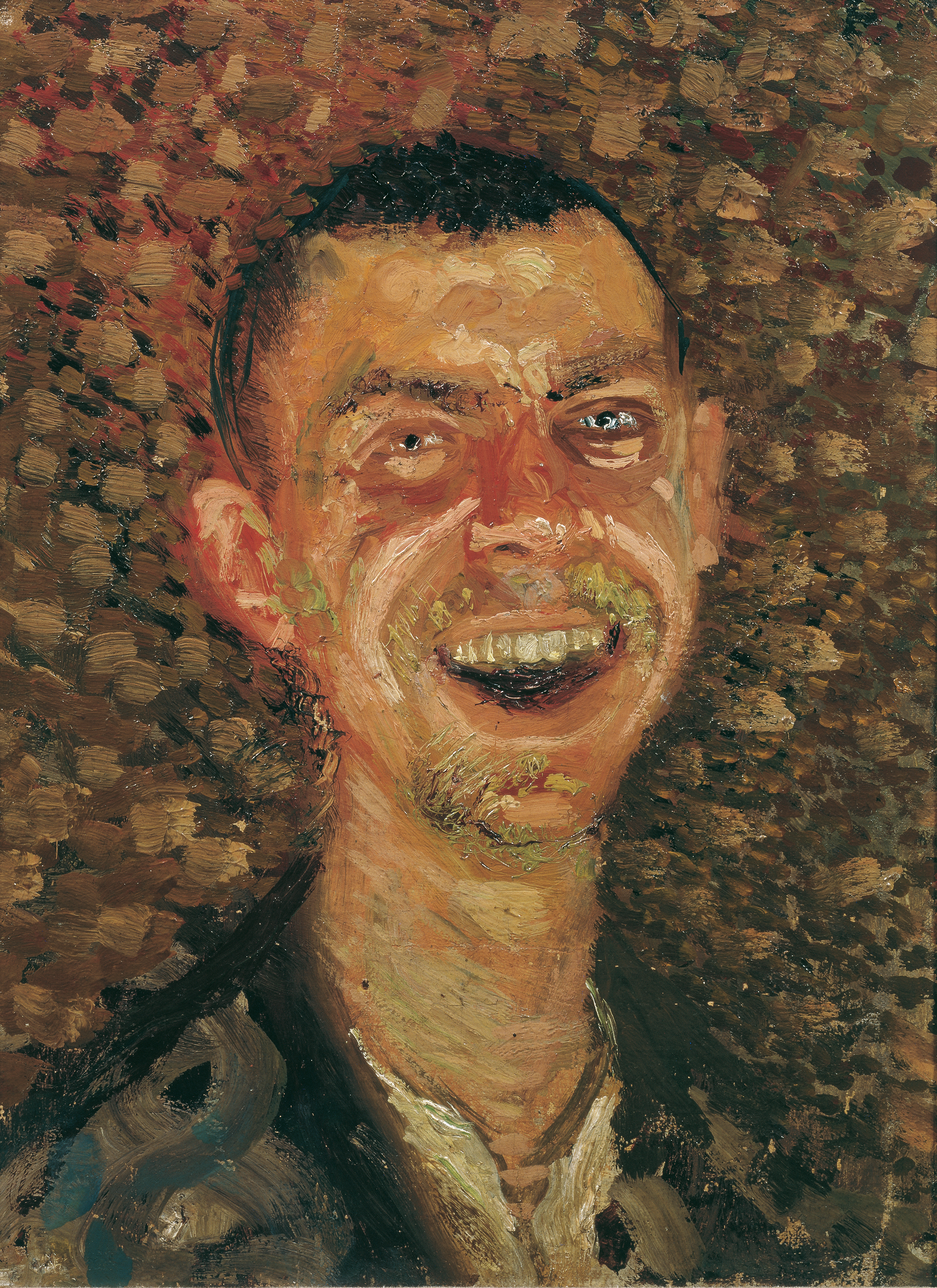
Självporträtt, skrattande  (1908, Österreichische Galerie Belvedere, Wien)

## Verk

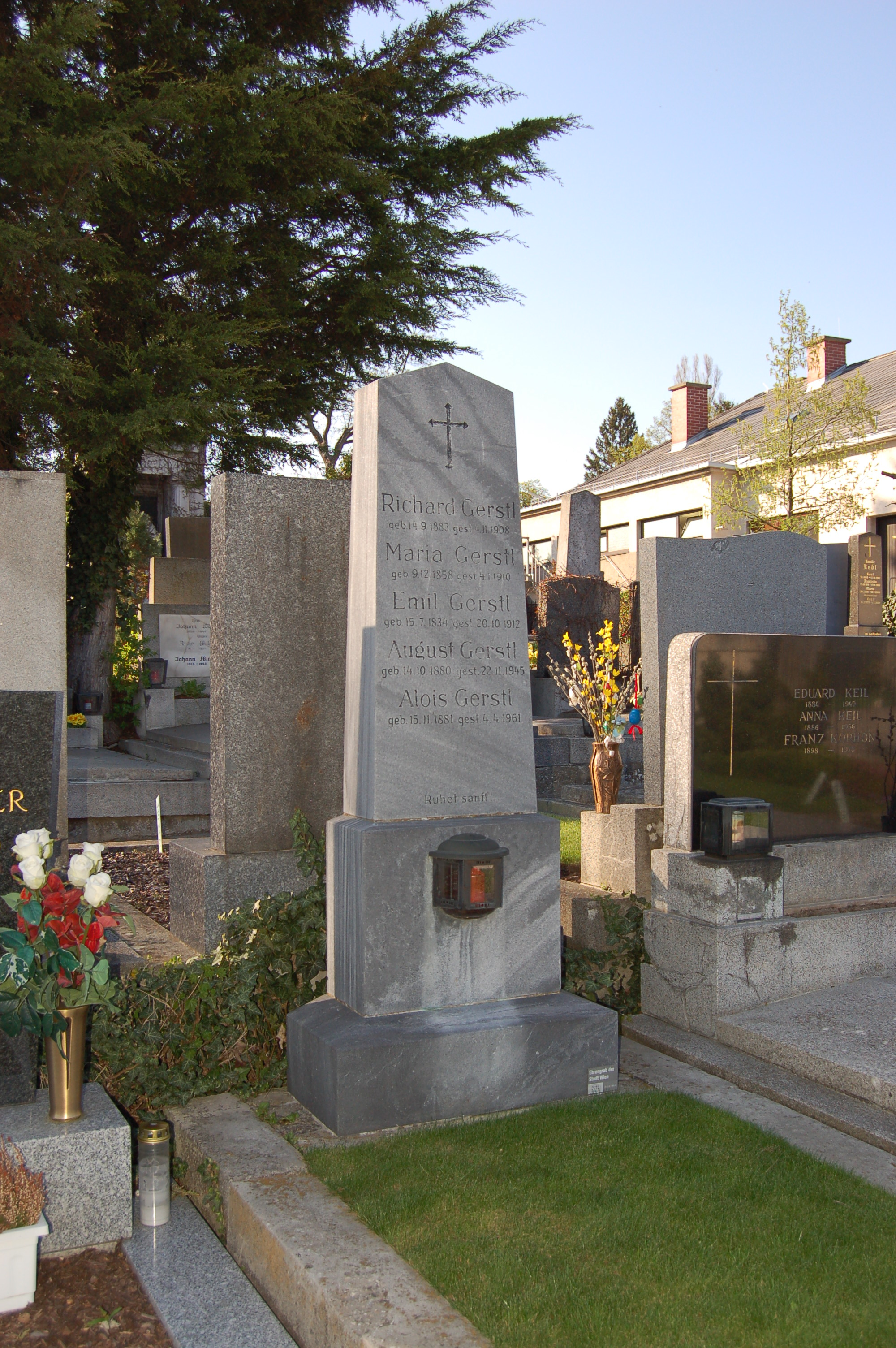
Richard Gerstls grav på Sieveringer Friedhof, Wien.

- Selbstporträt, Halbakt vor blauem Hintergrund (Wien, Leopold Museum), 1905, olja på linneduk, 160 x 110 cm
- Die Schwestern Karoline und Pauline Fey (Wien, Belvedere, Inv. Nr. 4430), 1905, olja på linneduk, 175 x 150 cm
- Porträt des Komponisten Arnold Schönberg (Wien Museum), omk. 1905-06, olja på linneduk
- Mathilde Schönberg mit Tochter Gertrud (Wien, Belvedere, Inv. Nr. 5852), 1906, olja på linneduk, 160,5 x 108 cm
- Selbstbildnis mit Palette (Wien Museum), 1907, olja på linneduk
- Traunsee mit "Schlafender Griechin" (Wien, Leopold Museum, Inv. Nr. 646), 1907, olja på linneduk
- Bildnis des Vaters Emil Gerstl (Wien, Leopold Museum, Inv. Nr. 638), 1907, olja på linneduk
- Die Zahnradbahn auf den Kahlenberg (Wien, Belvedere, Inv. Nr. 5851), 1907, olja på linneduk, 56 x 69,5 cm
- Mathilde Schönberg, die Gattin des Komponisten Arnold Schönberg (Wien, Belvedere, Inv. Nr. 4757), före sommaren 1907, olja på linneduk, 95 x 75 cm
- Der Kunsthistoriker Prof. Dr. Ernst Diez (Wien, Belvedere, Inv. Nr. 4036), före sommaren 1907, olja på linneduk, 184 x 74 cm
- Baum mit Häusern im Hintergrund (Wien, Leopold Museum, Inv. Nr. 641), 1907, olja på linneduk
- Sitzender weiblicher Akt (Wien, Leopold Museum, Inv. Nr. 648), 1907-08, olja på linneduk
- Am Donaukanal (Wien, Leopold Museum, Inv. Nr. 649), ca 1908, olja på linneduk, 63 x 47 cm
- Mathilde Schönberg im Garten (Wien, Leopold Museum, Inv. Nr. 642), 1908, olja på linneduk
- Paar im Grünen (Wien, Leopold Museum, Inv. Nr. 645), 1908, olja på linneduk
- Uferstraße bei Gmunden (Wien, Leopold Museum, Inv. Nr. 643), 1908, olja på linneduk
- Blick in den Park (Wien, Leopold Museum), 1908, olja på linneduk, 35,3 x 39,7 cm
- Selbstbildnis, lachend (Wien, Belvedere, Inv. Nr. 4035), 1908, olja på linneduk, 40 x 30,5 cm
- Selbstbildnis (Wien Museum, Inv. Nr. 115.288), 1908, tusch och blyerts, 40 x 29,7 cm
- Bildnis Henryka Cohn (Wien, Leopold Museum, Inv. Nr. 650), 1908, olja på linneduk, 147,9 x 111,9 cm